# Universidad Panrusa Guerásimov de Cinematografía
La Universidad Panrusa Guerásimov de Cinematografía (del ruso: Всероссийский государственный университет кинематографии имени С.А.Герасимова), nombrada así en honor a Serguéi Guerásimov, es un centro de enseñanza de cine en Moscú (Rusia). También es conocida por sus siglas VGIK, que se refieren a su denominación anterior, Instituto Estatal Pansoviético de Cinematografía (del ruso: Всесоюзный государственный институт кинематографии).

## Historia
Fue fundada en 1919 por el director de cine Vladímir Gardin, y es, según la propia institución, la escuela cinematográfica más antigua del mundo.
Desde 1986, la escuela pasó a tener el nombre del director de cine y guionista Serguéi Guerásimov (1906-1985). En 2008, el instituto pasó a ser universidad.